# Haplopteris forrestiana
Haplopteris forrestiana là một loài dương xỉ trong họ Pteridaceae. Loài này được Ching E.H. Crane mô tả khoa học đầu tiên năm 1997.